# Angraecum atlanticum
Espèce
Statut de conservation UICN

NT : Quasi menacé
Angraecum atlanticum Stévart & Droissart est une espèce de plantes de la famille des Orchidaceae et du genre Angraecum. Elle a été découverte et identifiée pour la première fois au parc national de Monte Alén en Guinée équatoriale. Il s'agit d'une espèce classée comme « quasi menacée » (NT, Near Threatened) sur la liste rouge de l'UICN.

## Description
Angraecum atlanticum possède une tige ramifiée pouvant mesurer jusqu'à 25 cm de long pour un diamètre  de 0.8 mm. Son système racinaire est étendu et succulent, ses racines possèdent un diamètre pouvant aller jusqu'à 0.5 mm  de diamètre. Ses feuilles sont de forme elliptiques, charnues donc les dimensions varient entre 1.2 et 2.2 mm de large, pour 10 et 16 mm de long. Ces feuilles longues sont courbées le long de la nervure médiane, formant un canal. Son inflorescence est courte, de taille inférieure à 1 mm de long, émergeant le long de la tige ou opposée à une feuille.

## Habitat
Angraecum atlanticum est présent dans les forêts sous-montagnardes riches en épiphytes, notamment au Gabon, Guinée équatoriale et au Cameroun. Sa floraison se déroule durant les mois de janvier, mai et octobre. La zone d'occurrence de l'espèce est estimée à 52 729 km2 pour une zone d'occupation d'environ 30 km2. De récents travaux ont conduit à la découverte d'une troisième sous-population dans le Parc national d'Ivindo du Gabon. Cependant les cette espèce se trouve dans les zones protégées et ne semblent pas soumises à la pression humaine.